# Gliese 436 c
Gliese 436 c (aussi appelée GJ 436 c) est une possible exoplanète gravitant autour de l'étoile Gliese 436 située dans la constellation du Lion, à 30 années-lumière de la Terre. Si son existence était confirmée, Gliese 436 c était alors l'exoplanète pourvue de la plus faible masse connue lors de sa découverte (début 2008), égale à environ cinq fois celle de la Terre,.
L'étoile Gliese 436 est déjà connue pour avoir une planète de la taille de Neptune : Gliese 436 b. Cette planète a la particularité d'avoir une excentricité relativement élevée : 0,15. À l'époque de sa découverte, en 2004, aucun transit planétaire n'avait été détecté. La surprise est venue lorsqu'un transit a été effectivement observé en 2007. Des études ont été alors menées pour comprendre l'apparition de ce nouveau transit. L'explication avancée était qu'une autre planète, placée sur une orbite plus lointaine, devait perturber celle de Gliese 436 b.
La « découverte » de Gliese 436 c, annoncée le 9 avril 2008 par une équipe espagnole dirigée par Ignasi Ribas, chercheur au Conseil supérieur de la recherche scientifique (CSIC), découle d'une réinterprétation des données existantes (notamment des vitesses radiales) concernant GJ 436. Ce résultat n'est donc pas une découverte à proprement parler, et il nécessite confirmation.